# چیلیانو
چیلیانو (به ایتالیایی: Cigliano) یک کومونه در ایتالیا است که در استان ورسلی واقع شده‌است.

## خصوصیات
چیلیانو ۲۵٫۴ کیلومترمربع مساحت و ۴٬۵۸۶ نفر جمعیت دارد و ۱۸۰ متر بالاتر از سطح دریا واقع شده‌است.